# Balboa (Cauca)
Balboa – miasto w Kolumbii, w departamencie Cauca.